# サンバレス州
サンバレス州（サンバレスしゅう、Province of Zambales）は、フィリピン北部のルソン島西にある州である。

## 概要
中部ルソン地方（Central Luzon, Region III）に属する。サンバレス山脈の西側にあたる地域を占めている。南側はバターン州、東側はパンパンガ州とタルラック州、北側はイロコス地方（Ilocos Region, Region I）のパンガシナン州に接し、西側には南シナ海が広がり、約250km先にスカボロー礁（Scarborough Shoal）がある。
面積は3,714.4km2、人口は590,848人（2015年）、州都は中央の海に面したイバ（Iba）である。

## 州内の米軍基地
州内にはかつて南部のオロンガポ（Olongapo）に米軍のスービック海軍基地があったが、冷戦の終結、1991年のピナトゥボ山の大噴火、フィリピン国民の激しい撤退要求などにより、クラーク空軍基地などと共にフィリピン政府に返還、現在はスービック経済特別区として再開発されている。
一方、2020年代に入りと中国とアメリカとの関係が悪化。2023年にはアメリカ軍が対中国を念頭に再び基地の使用権を獲得した。